# Lukáš Lupták
Lukáš Lupták (sinh 28 tháng 7 năm 1990) là một cầu thủ bóng đá Slovakia hiện tại thi đấu cho câu lạc bộ Fortuna Liga FK Senica.

## MFK Ružomberok
Anh ra mắt cho MFK Ružomberok trước FC ViOn Zlaté Moravce ngày 14 tháng 7 năm 2012.